# Cutaneous and Ocular Toxicology

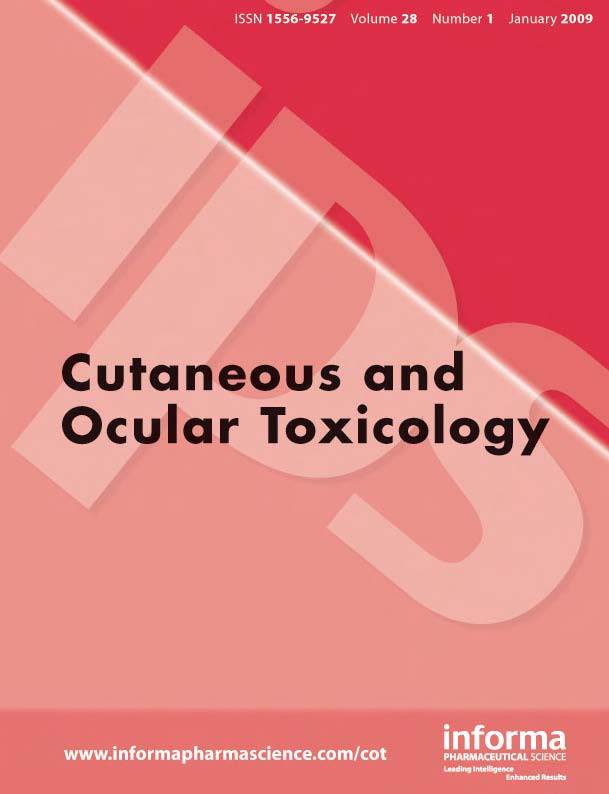

Cutaneous and Ocular Toxicology, abgekürzt Cutan. Ocul. Toxicol., ist eine wissenschaftliche Zeitschrift aus dem Bereich der Toxikologie, die vom Taylor & Francis-Verlag herausgegeben wird. Die Zeitschrift wurde im Jahr 1982 gegründet. Derzeit erscheint sie vierteljährlich. Es werden Artikel veröffentlicht, die sich mit adversen Reaktionen (unerwünschten Aus- und Nebenwirkungen) auf die Haut und das Auge beschäftigen.
Der Impact Factor der Zeitschrift lag im Jahr 2018 bei 1,079.